# Indukčnost
Vlastní indukčnost či zkráceně indukčnost je fyzikální veličina, vyjadřující schopnost dané konfigurace elektricky vodivých těles protékaných elektrickým proudem vytvářet ve svém okolí magnetické pole.
Značka: {\displaystyle L\,\!}
Jednotka SI: henry, značka {\displaystyle \mathrm {H} }
Vlastní indukčnosti dosahují běžně až desítek H, je velmi obtížné realizovat velmi malé indukčnosti, již přímý drátek o délce několika mm má vlastní indukčnost řádu nH, realizace menších hodnot je proto velmi obtížná.

## Definice
Vlastní indukčnost lze rozumně stanovit pro stacionární a kvazistacionární magnetické pole.
Primárně je definována jako koeficient úměrnosti mezi magnetickým indukčním tokem vytvářeným v tenké uzavřené vodivé smyčce a velikostí stacionárního elektrického proudu, kterým je protékána. Kolikrát větší je indukčnost, tolikrát silnější magnetické pole vznikne ve smyčce a jejím okolí při stejné velikosti procházejícího elektrického proudu. Tato definice umožňuje zobecnění jak na složitější konfigurace vodičů (jako jsou např. cívky), tak na pouhý element vodiče.
U nestacionárního pole vyjadřuje indukčnost (přesněji dynamická indukčnost) míru schopnosti indukovat ve vodiči změnou magnetického toku elektrické napětí. Kolikrát větší je dynamická indukčnost, tolikrát větší elektromotorické napětí je ve vodiči indukováno.
Indukčnost je jedna ze základních vlastností vodičů a dalších elektrotechnických prvků, zejména cívek. V obvodech proměnného elektrického proudu způsobuje indukčnost jeho prvků zpoždění průběhu proudu oproti změně napětí zdroje. V obvodech harmonického proudu se tento vliv popisuje pomocí reaktance (jalového odporu) a fázového zpoždění proudu oproti zdrojovému napětí.
Obdobnou veličinou stejné fyzikální podstaty je vzájemná indukčnost, vyjadřující vliv proudu v jedné soustavě vodičů na magnetické pole jiné blízké soustavy vodičů (jedná se tedy např. o poměr magnetického indukčního toku v jedné cívce vytvářeného proudem protékajícím druhou cívkou a tohoto proudu). Nehrozí-li záměna obou veličin, přívlastek vlastní a vzájemná je zpravidla vynecháván.

### Motivace
Z Biotova–Savartova zákona vyplývá, že velikost magnetického toku (popsaného např. magnetickou indukcí) je přímo úměrná velikosti elektrického proudu, který toto pole vytváří. Schopnost proudu generovat v dané soustavě vodičů magnetický tok lze popsat veličinou nazývanou indukčnost, která je koeficientem úměrnosti mezi budicí veličinou = elektrickým proudem ve vodiči a veličinou buzenou = magnetickým tokem. U časově proměnného magnetického toku platí i naopak - proměnným tokem indukujeme napětí ve vodiči a to v uzavřeném elektrickém obvodu vybudí proud.
Přístup je obdobný jako u stanovení kapacity vodičů, tedy schopnosti náboje vytvářet elektrické (elektrostatické) pole. Obě situace však mají zásadní rozdílnost: V případě kapacity lze vycházet z důležitého faktu, že intenzita elektrického pole uvnitř vodivého prostředí je nulová. U indukčnosti je nutno brát v úvahu, že i průřezem vodičů prochází nenulový magnetický tok.

### Statická definice
„Vlastní indukčnost tenké vodivé smyčky je rovna podílu magnetického toku procházejícího smyčkou a proudu, který jej vyvolal.“
{\displaystyle L={\frac {\mathit {\Phi }}{I}}} , kde Φ je magnetický indukční tok smyčkou, I je elektrický proud.
Je nutno zdůraznit, že v případě cívky je celková proudová smyčka tvořena více (N) závity a do jednoduše souvislé plochy smyčky je nutno započítávat plochu každého závitu; definiční vzorec proto obsahuje celkový (též zvaný cívkový) magnetický indukční tok, rovný N-násobku magnetického indukčního toku jedním závitem.
Definici lze rozšířit i na případy, kdy daná proudová smyčka je značně protažená do jednoho směru (např. vedení tvořené dvojicí vodičů) a indukčnost je vhodné či možné stanovit jen pro daný délkový úsek (oddělený myšlenými řezy, přes které neprotéká žádný podélný magnetický tok). Plocha idealizované proudové smyčky pro stanovení indukčnosti pak bude omezena v příčném směru vodiči protékanými proudem a v podélném směru myšlenými řezy.
Zejména u vodičů nezanedbatelné tloušťky je nutno kromě okolního prostředí uvažovat i prostředí vlastního vodiče – i v něm magnetické pole přispívající k indukčnosti vzniká. Stanovení indukčnosti takových vodičů proto nemusí být jednoduchou záležitostí. Někdy je možné a vhodnější použít ke stanovení indukčnosti energetických úvah.

#### Zobecnění pro kvazistacionární pole
V kvazistacionárním poli nejsou magnetické indukční toky konstantní, a proto se ve smyčkách vodičů indukují elektromotorická napětí:
{\displaystyle U_{\mathrm {i} }=-{\frac {\mathrm {d} {\mathit {\Phi }}}{\mathrm {d} t}}}.
Dosadíme-li ze statické definice:
{\displaystyle U_{\mathrm {i} }=-{\frac {\mathrm {d} {\mathit {\Phi }}}{\mathrm {d} I}}{\frac {\mathrm {d} I}{\mathrm {d} t}}=-{\frac {\mathrm {d} (LI)}{\mathrm {d} I}}{\frac {\mathrm {d} I}{\mathrm {d} t}}},
dostaneme pro lineární prostředí (kde L=konst.):
{\displaystyle U_{\mathrm {i} }=-L{\frac {\mathrm {d} I}{\mathrm {d} t}}}.
Z energetických úvah plyne pro energii kvazistacionárního magnetického pole vztah:
{\displaystyle \mathrm {d} W_{\mathrm {m} }=I\mathrm {d} {\mathit {\Phi }}\,}.
Integrace vztahu je v obecném případě složitá. Pro lineární prostředí (kde L=konst.) však jednoduše dostaneme
{\displaystyle \mathrm {d} W_{\mathrm {m} }=LI\mathrm {d} I=\mathrm {d} \left({\frac {1}{2}}LI^{2}\right)}.
Základní statická definice vlastní indukčnosti je definicí obecnou, lze ji tedy použít i pro kvazistacionární pole. Výše uvedených vztahů pro kvazistacionární pole však lze využít k poněkud odlišným definicím indukčnosti – k tzv. dynamické a energetické definici. Je však nutné mít na zřeteli, že tyto definice s sebou přinášejí svá omezení a nelze je považovat za obecně ekvivalentní k základní (statické) definici. Mohou však v některých případech zjednodušit stanovení indukčnosti.

### Dynamická definice
Pro lineární prostředí lze indukčnost definovat (tzv. dynamická definice) vztahem:
{\displaystyle L={\frac {\mathrm {d} {\mathit {\Phi }}}{\mathrm {d} I}}} resp. {\displaystyle U_{\mathrm {i} }=-L{\frac {\mathrm {d} I}{\mathrm {d} t}}}.
Dynamická definice tedy definuje pro lineární prostředí vlastní indukčnost soustavy vodičů pomocí napětí, které se na ní indukuje při časové změně protékajícího proudu.
Toho využívá i definice jednotky indukčnosti:
„1 henry je vlastní indukčnost uzavřeného obvodu, v němž vzniká elektromotorické napětí 1 voltu, jestliže se elektrický proud, protékající tímto obvodem, rovnoměrně mění o 1 ampér za 1 sekundu.“

#### Diferenciální indukčnost
V nelineárním prostředí se však jedná o odlišnou veličinu zvanou dynamická indukčnost nebo diferenciální indukčnost (obvyklé značení Ld):
{\displaystyle L_{\mathrm {d} }={\frac {\mathrm {d} {\mathit {\Phi }}}{\mathrm {d} I}}}.
Vztah k staticky definované indukčnosti:
{\displaystyle L_{\mathrm {d} }=L+I{\frac {\mathrm {d} L}{\mathrm {d} I}}}.
Z energetických úvah plyne, že dynamická vlastní indukčnost je stejně jako (staticky definovaná) vlastní indukčnost vždy kladná veličina.
V lineárním prostředí je dynamická vlastní indukčnost rovna (staticky definované) vlastní indukčnosti.
U cívky s feromagnetickým jádrem dynamická indukčnost s proudem nejprve vzrůstá ke svému maximu (které nabývá dříve než vlastní indukčnost, a sice pro proud, při kterém weber-ampérová charakteristika závislosti magnetického indukčího toku v cívce na protékajícím proudu má svůj inflexní bod) a poté klesá až pod hodnoty (staticky definované) vlastní indukčnosti.

### Energetická definice
Pro lineární prostředí lze indukčnost definovat (tzv. energetická definice) vztahem: 
{\displaystyle W_{\mathrm {m} }={\frac {1}{2}}LI^{2}}.
Indukčnost je tak definována pomocí energie magnetického pole a proudu, který toto pole vyvolal.
Tuto definici lze s výhodou použít i pro případ vodičů nezanedbatelného průřezu, kdy je nemožné vodič ztotožnit s proudovým vláknem. Je nutno mít však na zřeteli, že vztah platí jen pro lineární prostředí (tedy ani vodič, ani prostředí v okolí nesmí být feromagnetické).

## Výpočet
Typické příklady vzorců pro výpočet indukčností z geometrických vlastností:
- Vlastní indukčnost cívky:

{\displaystyle L={\frac {\mu N^{2}}{l}}S}, kde μ je permeabilita prostředí, N je počet závitů cívky, l je délka cívky, S je obsah průřezu cívky (vztah platí pro cívku, jejíž délka je mnohem větší než poloměr (solenoid), při zanedbání rozptylu magnetického pole na krajích cívky)
- Vlastní indukčnost kruhové smyčky ve vakuu:

Pro jednotkovou relativní permeabilitu vodiče s kruhovým průřezem platí přibližně:
{\displaystyle L\approx \mu _{0}r\left(\ln {\frac {8r}{a}}-{\frac {7}{4}}\right)}, kde μ0 je permeabilita vakua, r je poloměr smyčky, a je poloměr průřezu vodiče (vztah platí pro smyčku, jejíž poloměr je mnohem větší než poloměr průřezu vodiče)
- Vlastní indukčnost 2 přímých vodičů ve vakuu protékanými stejným proudem opačnými směry:

Pro jednotkovou relativní permeabilitu vodičů s kruhovým průřezem platí pro úsek délky s přibližně:
{\displaystyle L_{s}\approx {\frac {1}{4\pi }}\mu _{0}s\left(1+\ln {\frac {l-a}{a}}\right)}, kde μ0 je permeabilita vakua, l je vzdálenost os vodičů, a je poloměr průřezu vodiče
- Indukované elektromotorické napětí Ui v cívce při změně elektrického proudu v čase:

{\displaystyle U_{\mathrm {i} }=-L{\frac {dI}{dt}}}
- Energie magnetického pole kolem cívky:

{\displaystyle W_{\mathrm {m} }={\frac {1}{2}}LI^{2}}, kde I je elektrický proud procházející cívkou
- Permeabilita μ prostředí uvnitř cívky:

{\displaystyle \mu ={\frac {Ll}{N^{2}S}}}, kde N je počet závitů, l je délka cívky, S je obsah průřezu cívky
- Induktivní reaktance XL resp. impedance Z cívky v obvodu střídavého proudu:

{\displaystyle X_{L}=\omega L\,} resp. {\displaystyle Z=\mathrm {j} X_{L}=\mathrm {j} \omega L\,}, kde ω je úhlová frekvence střídavého proudu a j je komplexní jednotka
- Vlastní frekvence f elektromagnetického kmitání rezonančního LC obvodu:

{\displaystyle f={\frac {1}{2\pi {\sqrt {LC}}}}}, kde C je kapacita obvodu

## Vlastnosti
Nemění-li se prostorové rozložení vodičů, závisí vlastní indukčnost pouze na materiálových vlastnostech prostředí, ve kterém se magnetické pole vytváří. Jedná-li se o prostředí magneticky lineární (tedy jeho permeabilita je vzhledem k velikosti pole konstantní), je vlastní indukčnost konstantní.
V případě magneticky nelineárního prostředí (zejména u feromagnetik) se však indukčnost dané soustavy vodičů mění s protékajícím proudem. V případě cívky pak hovoříme o nelineární cívce. U cívky s feromagnetickým jádrem tak indukčnost s proudem nejprve vzrůstá ke svému maximu (pro proud, při kterém weber-ampérová charakteristika závislosti magnetického indukčího toku v cívce na protékajícím proudu má tečnu procházející počátkem) a poté klesá.
Indukčnost cívky závisí na počtu závitů, rozměrech a tvaru cívky a prostředí kolem cívky - zvláště na vloženém jádře v cívce. Cívka s větším počtem závitů má větší indukčnost, cívka s jádrem má větší indukčnost než cívka bez jádra. Indukčnost závisí také na tvaru jádra - uzavřené jádro významně zvětšuje indukčnost.
V obvodech střídavého proudu způsobuje indukčnost pasivních prvků dodatečný pokles amplitudy i efektivní hodnoty elektrického proudu – tedy zvyšuje impedanci prvku, a způsobuje fázové zpoždění proudu oproti napětí. Prvky s indukčností se proto zařazují do obvodů střídavého proudu jako tzv. tlumivky k utlumení proudů vyšších frekvencí, např. jako vyhlazovací tlumivky u usměrňovačů.

## Přechodové jevy
Indukčnost pasivních prvků zařazených do elektrického obvodu nemá vliv v případě ustáleného stejnosměrného proudu, kdy je rozhodující odpor těchto prvků, projevuje se však u neustáleného stejnosměrného proudu či střídavého proudu.

### RL obvod
Při skokové změně zdrojového napětí způsobuje indukčnost pasivních prvků v obvodu tlumení náběhu či poklesu proudu. Je to proto, že proti změně zdrojového napětí působí indukované napětí vznikající elektromagnetickou indukcí na prvku s indukčností.
V nejjednodušším případě jednoduchého sériového RL obvodu s konstantním odporem R, konstantní indukčností L a zdrojovým napětím U popisuje průběh proudu I rovnice:
{\displaystyle L{\frac {\mathrm {d} I}{\mathrm {d} t}}+RI=U}.
Pro náběh resp. doběh elektrického proudu při okamžitém zapnutí či vypnutí zdrojového napětí z ní lze odvodit funkční závislosti:
{\displaystyle I={\frac {U}{R}}\left(1-e^{-{\frac {t}{\tau }}}\right)} resp. {\displaystyle I={\frac {U}{R}}e^{-{\frac {t}{\tau }}}}, kde časová konstanta exponenciální změny {\displaystyle \tau ={\frac {L}{R}}}.
Fázové zpoždění proudu za napětím závisí vedle indukčnosti i na odporu prvku podle vztahu:
{\displaystyle \mathrm {tg} \,\varphi =\omega {\frac {L}{R}}}, leží tedy v intervalu (0;π/2).

### RLC obvod
Obsahuje-li obvod prvky s indukčností i prvky s kapacitou, může při přechodových jevech a nízkém odporu docházet k opakovanému přelévání energie mezi magnetickým polem generovaným prvkem s indukčností a elektrickým polem generovaným prvkem s kapacitou – tedy ke vzniku oscilací elektrického proudu (elektrických kmitů). Takovým obvodům lze přiřadit tzv. vlastní frekvenci proudových kmitů. Při této frekvenci se vzájemně odečtou induktivní a kapacitní reaktance a tlumení kmitů je nejmenší – proto se s touto frekvencí oscilační obvod při přechodovém procesu rozkmitá. V jednoduchém sériovém RLC obvodu s konstantním odporem R, konstantní indukčností L, konstantní kapacitou C a zdrojovým napětím U popisuje průběh proudu I rovnice:
{\displaystyle L{\frac {\mathrm {d} I}{\mathrm {d} t}}+RI+{\frac {1}{C}}\int \limits _{0}^{t}Id\tau =U\,\,\,\,\,} tj. {\displaystyle I=I_{0}\,\cos \omega t\,\,\,\,\,} pro {\displaystyle R\rightarrow 0}
a vlastní (úhlová) frekvence je pak dána vztahem:
{\displaystyle \omega ^{2}={\frac {1}{LC}}}.
V takovém obvodu napojeném na zdrojové střídavé napětí jsou buzeny nucené proudové kmity s frekvencí zdroje. Toto buzení je nejefektivnější pro frekvenci zdrojového napětí rovnou vlastní frekvenci obvodu – dochází k rezonanci.

## Indukčnost u supravodivých jevů
Supravodiče se v elektrických obvodech chovají spíše jako indukčnost, než jako odpor (který se pro stejnosměrný proud blíží k nule, u střídavého roste s kmitočtem), jejich impedance má induktivní charakter. K indukčnosti přitom přispívají i efekty spojené s pohybem souboru supravodivých elektronů, jejich tzv. kvantového kondenzátu. Tyto příspěvky mají oproti klasické indukčnosti velmi netypické vlastnosti.

### Kinetická indukčnost supravodičů
Ke klasické indukčnosti spojené s geometrickými vlastnostmi vodiče se při vzniku supravodivosti přidává tzv. kinetická indukčnost. Ta je spojená s pohybem, a tedy i s kinetickou energií kvantového kondenzátu supravodivých elektronů. Z energetické definice indukčnosti pro ni lze odvodit vztah:
{\displaystyle L_{\mathrm {k} }={\frac {ml}{e^{2}n_{\mathrm {s} }S}}} , kde l, S jsou délka a průřez supravodiče, m, e hmotnost a náboj (v absolutní hodnotě) elektronu a ns je (početní) hustota supravodivých elektronů.
Pro malé příčné průřezy supravodiče může kinetická indukčnost nabývat až řádu nH, přesto je to v řadě případů v kvantové mikroelektronice zanedbatelná hodnota.

### Indukčnost Josephsonova přechodu
Josephsonův přechod (dva supravodiče oddělené tenkou dielektrickou bariérou) je charakterizován vysoce nelineární indukčností. Z dynamické definice a vztahů pro stejnosměrný Josephsonův jev pro ni lze odvodit vztah:
{\displaystyle L_{\mathrm {J} }={\frac {\hbar }{2eI_{\mathrm {c} }\cos {\mathit {\Theta }}_{\mathrm {J} }}}={\frac {\hbar }{2eI_{\mathrm {c} }{\sqrt {1-{\frac {I^{2}}{I_{\mathrm {c} }^{2}}}}}}}} , kde {\displaystyle \hbar } je modifikovaná Planckova konstanta, e elementární náboj, Ic kritický proud Josephsonova přechodu, ΘJ je rozdíl fází makroskopických vlnových funkcí kondenzátů obou supravodičů, který je vlastně nastaven protékajícím proudem I z napájecího zdroje.
Ze vztahu vyplývají velmi „exotické“ vlastnosti indukčnosti Josephsonova přechodu:
- je periodická s ΘJ, tedy nelineární a přitom výrazně odlišná od nelinearity indukčnosti ve feromagnetickém prostředí,
- v oblasti fázových rozdílů mezi π/2 a 3π/2 v každé periodě je záporná,
- pro fázové rozdíly rovné lichým násobkům π/2 roste do nekonečna.